# Laphria galathei
Laphria galathei är en tvåvingeart som beskrevs av Costa 1857. Laphria galathei ingår i släktet Laphria och familjen rovflugor. Inga underarter finns listade i Catalogue of Life.